# Dysmicoccus grassii
Dysmicoccus grassii är en insektsart som först beskrevs av Leonardi 1913.  Dysmicoccus grassii ingår i släktet Dysmicoccus och familjen ullsköldlöss. Inga underarter finns listade i Catalogue of Life.